# Хорог
Хоро̀г (на таджикски: Хоруғ) e град (от 1932 г.) в Таджикистан, административен център на Горнобадахшанската автономна област.
Разположен е в планината Памир, близо до мястото на вливане на Гунт в Пяндж. Мястото на вливането е в източната част на града и го разделят на две почти равни части.
Хорог е свързан чрез автомобилни пътища със столицата Душанбе и киргизкия град Ош. Известен е със своите красиви тополи, които преобладават във флората на града.

## География
Населението на града е 29 200 души (по приблизителна оценка от 2016 г.), а площта му е 11 км². Градът е в близост до границата на Таджикистан с Афганистан.
Хорог, който е с надморска височина от 2065 метра, е заобиколен от високи планини. Северно от града в планината Памир се извисява връх с височина от 4523 м, в южната част на града е разположен друг връх с височина от 4493 м, a малко по-далече на изток се извисява връх с височина от 5329 метра.

## История
До края на ХІХ век Хорог е в район, оспорван между Бухарското ханство, Руската империя, Афганистан и дори Великобритания. Русия придобива региона след Голямата игра през 1813 г. Около 1896 г. руснаците построяват крепост на мястото на Хорог, който по това време се казва Кала-и бар и е от афганистанската страна. През 1925 г., след падането на Царска Русия и при създаването на Съветския съюз, Хорог става столица на Горнобадахшанската автономна област.

## Образование
Областта около Хорог е сред най-бедните в Таджикистан. Въпреки това градът има свое висше училище (Хорогски държавен университет, основан през 1992 г.), 12 училища и няколко болници. Освен с историческия музей Хорог привлича туристи и със своята ботаническа градина, която е на 2-ро място по височина в света.

## Транспорт
Планинският град е свързан чрез дълъг мост с Афганинстан. Хорог е разположен покрай път, наречен Памирска магистрала, който е сред най-главните пътища в Таджикистан, свързвайки Горнобадахшанската автономна област със столицата Душанбе. Магистралата е изключително трудна за преминаване и в двете посоки, особено през зимата и лятото. Памирската магистрала е свързана с Каракорумската магистрала, минаваща през Китай и Пакистан.
Хорог разполага и с малко летище.